# Dabangg
Dabangg (español: Sin miedo) es una película de acción de la India escrita y dirigida por Abhinav Kashyap (hermano de Anurag Kashyap) y protagonizada por Salman Khan, Arbaaz Khan, Sonakshi Sinha, Sonu Sood, Vinod Khanna y Dimple Kapadia. Fue estrenada en la India el 10 de septiembre de 2010. El ingreso neto de taquilla fue  141 crore (USD 30.600.000). Dabangg es la película que más dinero ha dado en las taquillas entre todas las producidas por el cine hindi en 2010.

## Gráfico
Chulbul Pandey, un niño, vive con su medio hermano menor, Makkhanchand "Makkhi" Pandey, su padrastro Prajapati Pandey y su madre, Naina Devi, en Laalgunj, Uttar Pradesh. Tiene una relación problemática con Prajapati y Makkhi. Después de 21 años, Chulbul se convierte en policía. Chulbul, quien se hace llamar "Robin Hood" Pandey, todavía vive con su familia. Makkhi está enamorado de Nirmala, cuyo padre, Masterji, se opone a la relación. Chulbul se enamora de una chica llamada Rajjo, a quien conoce durante una persecución policial que culmina en un encuentro.
Un líder político corrupto llamado Chedi Singh conoce a Chulbul y ambos se convierten rápidamente en enemigos. Makkhi le pide a Prajapati que arregle su matrimonio con Nirmala. Prajapati se niega porque necesita dinero para pagar los préstamos que tomó para hacer su fábrica, y cree que puede adquirir dinero a través de que su hijo se case con una chica rica. Con una necesidad desesperada de dinero, Makkhi roba algo de efectivo del armario de Chulbul y le da el dinero robado a Masterji, con la esperanza de que le permita a Makkhi casarse con Nirmala. Mientras tanto, Chulbul conoce a Rajjo y le propone matrimonio, que ella rechaza, ya que tiene que cuidar a su padre, Hariya, un borracho.
Chulbul llega a casa y encuentra a su madre, Naini Devi, muerta. Va a Prajapati para hacer las paces, ya que es la única familia que queda. Sin embargo, Prajapati lo rechaza y lo desprecia como un paria. Makkhi invita a Chulbul a su matrimonio con Nirmala. Chulbul convence a Hariya para que se case con Rajjo. Hariya se suicida porque sabe que Rajjo no se casará con nadie mientras viva. Chulbul lleva a Rajjo a la exuberante boda de Makkhi. Al darse cuenta de que Makkhi le ha robado el dinero para financiar la boda, Chulbul se casa con Rajjo en una ceremonia improvisada. Masterji se siente deshonrado y cancela la boda de Makkhi con Nirmala.
Makkhi, todavía enojado porque Chulbul pone en peligro su boda, golpea a uno de los trabajadores de su fábrica debido a un pequeño percance. El trabajador va a la comisaría con su madre a poner una denuncia. En lugar de simplemente pedirle a Makkhi que se disculpe con el trabajador, Chulbul golpea a Makkhi en público para deshonrarlo. Chedi se aprovecha de la situación y lleva a Makkhi junto con Prajapati a la comisaría. Prajapati, que no desea agravar más el asunto, resuelve la situación aceptando una disculpa de Chulbul, pero aun así, después de una conversación entre él y su padrastro que muestra su relación problemática, Chulbul abofetea a su hermano como una forma de vergüenza. Chulbul conoce a Dayal Sahu, también conocido como Dayal Babu, un líder político local, a quien tampoco le gusta Chedi. Con su ayuda, Chulbul adultera las cervecerías de Chedi y lo incrimina erróneamente por ello.
Para vengarse, Chedi quema la fábrica de Makkhi. Prajapati está conmocionado, sufre un ataque al corazón y es hospitalizado. Makkhi acude a Chedi en busca de ayuda, sin saber que él fue el responsable. Chedi acepta financiar el tratamiento de Prajapati si entrega una caja de mangos a la casa de Dayal Babu. Sin el conocimiento de Makkhi, Chedi colocó una bomba dentro de la caja, que explota después de que él se va, matando a Dayal Babu. Chedi le da a Makkhi la tarea de matar a Chulbul. Makkhi acepta, pero termina confesándoselo a Chulbul. Le revela a Chulbul que Chedi le hizo colocar la bomba sin saberlo. Chulbul lo perdona y se reconcilia con él. Durante un enfrentamiento final entre Chulbul y Chedi, Makkhi le revela a Chulbul que fue Chedi quien mató a Naini. Ambos hombres luego matan a Chedi obligándolo a inhalar humo.
La película termina con Makkhi casándose felizmente con Nirmala.

## Reparto
- Salman Khan como Chulbul Pandey.
- Sonakshi Sinha como Rajo.
- Arbaaz Khan como Makhanchan Pandey.
- Sonu Sood como Chedi Singh.
- Vinod Khanna como Prajapati Pandey.
- Dimple Kapadia como Naini Devi.
- Mahesh Manjrekar como Haría, Rajo's father.
- Om Puri como Kasturilal Vishkarma.
- Anupam Kher como Dayal Babu.
- Tinu Anand como Masterji, padre de Nirmala.
- Mahi Gill como Nirmala.
- Amitosh Nagpal como Sumant Kumar, hermano de Rajo.
- Malaika Arora como Munni, Aparición especial, «Munni Badnam Hui».
- Romeo 1 como Murari Singh.
- Murli Sharma como ACP Malik.
- Ram Sujan Singh como Chaubeji.
- Rajeev Mishra como Toluram Lal.

## Música
1. «Tere Mast Mast Do Nain» - Rahat Fateh Ali Khan (5:59)
2. «Munni Badnaam» - Mika Singh, Mamta Sharma, Aishwarya Nigam (5:07)
3. «Chori Kiya Re Jiya» - Sonu Nigam, Shreya Ghoshal (4:48)
4. «Hud Hud Dabangg» - Sukhwinder Singh, Wajid (4:13)
5. «Humka Peeni Hai» - Wajid, Master Saleem, Shabaab Shabri (5:15)
6. «Tere Mast Do Nain (Part 2)» - Rahat Fateh Ali Khan, Shreya Ghoshal (5:59)
7. «Munni Badnaam (Remix)» - Mamta Sharma, Aishwarya Nigam (4:05)
8. «Tere Mast Do Nain (Remix)» - Rahat Fateh Ali Khan, Arshikha Loey (5:02)
9. «Humka Peeni Hai (Remix)» - Wajid, Master Saleem, Shabaab Shabri (4:27)
10. «Dabangg (Theme)» - Salman Khan, Sajid-Wajid (2:48)

## Premios
2011 Star Screen Awards
- Mejor actor - Salman Khan
- Mejor actriz nueva - Sonakshi Sinha
- Mejor acción - Master Vijayan
- Mejor coreografía  - Farah Khan - «Munni Badnaam»
- Mejor cantante nueva - Mamta Sharma - «Munni Badnaam»
- Mejor director de música  - Sajid Wajid

2011 Zee Cine Awards
- Mejor película - Dabangg
- Mejor director nuevo - Abhinav Kashyap
- Mejor debut (actriz) - Sonakshi Sinha
- Mejor música -  Sajid-Wajid
- Mejor guion - Abhinav Kashyap
- Mejor música de fondo - Sandeep Shirodkar
- Mejor acción - Vijayan Master
- Mejor montaje - Pranav V Dhiwar
- Sa Re Ga Ma Pa - Mejor canción del año - «Munni Badnaam Hui»

6th Apsara Film & Television Producers Guild Awards
- Mejor actor - Salman Khan
- Mejor película - Arbaaz Khan Productions
- Mejor debut (actriz) - Sonakshi Sinha
- Mejor villano - Sonu Sood
- Mejor cantante (masculino) - Rahat Fateh Ali Khan,  «Tere Mast Mast Do Nain»
- Mejor cantante (femenino) - Mamta Sharma, «Munni Badnaam Hui»
- Mejor música  - Sajid-Wajid
- Mejor diálogo - Abhinav Singh Kashyap y Dilip Shukla